# Raymond Naves
Raymond Naves (* 2. März 1902 in Paris; † 1944 in Auschwitz) war ein französischer Romanist, Literaturwissenschaftler und Résistant.

## Leben und Werk
Naves war Schüler der École Normale Supérieure und von Gustave Lanson. 1923 wurde er Agrégé de Lettres und unterrichtete in Montpellier, Béziers, Marseille, schließlich im Lycée « Louis le Grand » in Paris, ab 1934 auch in der École Polytechnique. Er habilitierte sich 1937 mit den beiden Thèses Le Goût de Voltaire (Paris 1938, Genf 1967) und Voltaire et l’Encyclopédie (Paris 1938, Genf 1970) und wurde Professor in Toulouse. Er war für die Zeit nach der Befreiung als Bürgermeister von Toulouse vorgesehen, wurde aber am 23. Februar 1944 von der Gestapo festgenommen, gefoltert, am 15. Mai nach Auschwitz gebracht und starb dort im Winter an Erschöpfung vor den Augen seines Freundes Sylvain Dauriac (1894–1969). In Toulouse tragen ein Gymnasium und eine Straße seinen Namen.

## Weitere Werke
- (Hrsg. zusammen mit Gustave Lanson) Extraits de Voltaire, Paris 1930
- (Hrsg. zusammen mit Gustave Lanson) Extraits des philosophes du XVIIIe siècle, Paris 1933, Paris 1950
- (Hrsg.) Voltaire, Lettres philosophiques ou Lettres anglaises. Avec le texte complet des remarques sur les „Pensées“ de Pascal, Paris 1939, zuletzt 1988
- (Hrsg.) Voltaire, Dialogues et anecdotes philosophiques, avec introduction, notes et rapprochements, Paris 1939, 1966
- De Candide à Saint-Preux. Essai littéraire et moral, Paris 1940
- (Hrsg.) Machiavel, Le Prince. Traduction de Guiraudet, revue et corrigée. Suivi de L’Anti-Machiavel de Frédéric II. Introduction et notes par Raymond Naves, Paris 1941, Paris 1970, Paris 1978 (mit neuer Einleitung)
- Voltaire. L’homme et l’œuvre, Paris 1942, Paris 1955, 8. Auflage 1972
- (Hrsg.) Marivaux. Le Jeu de l’amour et du hasard, Paris/Clermont 1942
- L’Aventure de Prométhée. [1.] La Patience, Toulouse/Paris 1943 [Literaturgeschichte Frankreichs als Geschichte des kritischen Denkens vom 16. bis 18. Jahrhundert. Die Manuskripte der Bände 2 und 3 wurden von der Gestapo vernichtet.]
- Vivaces, 1943 [Gedichtsammlung]
- L’abbé Batteux et la catharsis, 1946
- (Hrsg.) Abbé Prévost. Manon Lescaut. Présentation et étude documentaire, Paris 1949
- (Hrsg.) Aux âmes pensantes. Lettres choisies de Voltaire, avec une présentation, des notes et un index, Paris 1955
- (Hrsg. zusammen mit Olivier Ferret) Voltaire, Dictionnaire philosophique,  Paris 2008